# Oscar Cantú
Oscar Cantú (ur. 5 grudnia 1966 w Houston) – amerykański biskup rzymskokatolicki meksykańskiego pochodzenia, biskup San Jose w Kalifornii od 2019.

## Życiorys
Święcenia kapłańskie otrzymał 21 maja 1994 z rąk biskupa Josepha Fiorenza i został inkardynowany do archidiecezji Galveston-Houston. Pracował głównie jako duszpasterz kilku parafii w Houston.
10 kwietnia 2008 papież Benedykt XVI mianował go biskupem pomocniczym archidiecezji San Antonio i biskupem tytularnym Dardanus. Sakry biskupiej udzielił mu 2 czerwca 2008 ówczesny metropolita San Antonio - abp José Horacio Gómez. W okresie od maja do października 2010, po przejściu arcybiskupa Gomeza do archidiecezji Los Angeles pełnił funkcję administratora apostolskiego archidiecezji.
10 stycznia 2013 papież mianował go biskupem ordynariuszem diecezji Las Cruces. Ingres odbył się 28 lutego 2013.
11 lipca 2018 został mianowany biskupem koadiutorem San Jose w Kalifornii. Rządy w diecezji objął 1 maja 2019, po przejściu na emeryturę poprzednika.